# Urocythereis neapolitana
Urocythereis neapolitana is een mosselkreeftjessoort uit de familie van de Hemicytheridae. De wetenschappelijke naam van de soort is voor het eerst geldig gepubliceerd in 1977 door Athersuch.